# 聖安尼 (密蘇里州)
聖安尼（英語：Saint Annie）是位於美國密蘇里州拉克利德縣的非建制地區。

## 歷史
聖安尼的郵局於1878年設立，停運日期不詳。

## 地理
聖安尼所處的海拔為高於海平面343米（即1125英呎），而該地所採用的時區為UTC-6，即北美中部時區（CST）。同時該地設有夏令時間，為UTC-6調快一小時，即UTC-5（CDT）。